# Kildona
Kildona, auch Kildonan Siding ist ein Ort in der Provinz Mashonaland West in Simbabwe.

## Geografie
Der Ort liegt direkt am Great Dyke, etwa 70 km nordwestlich von Harare, auf etwa 1300 m Höhe im Distrikt Zvimba.

## Infrastruktur
Der Ort ist Endstation einer Stichstrecke der National Railways of Zimbabwe von Harare über Maryland.

## Weblink
- Kildonan Siding bei geographic.org. Abgerufen am 23. April 2013